# Озеген, Мазхар Керем
Мазха́р Кере́м Озеге́н (тур. Mazhar Kerem Özyeğen) — родился 26 сентября 1977 года в Стамбуле. Ведущий гитарист и один из бэк-вокалистов в составе турецкой рок-группы Mor ve Ötesi. Ранее играл и пел в панк-рок-группе Spark и позднее в джаз-рок-группе Crusiana.

## Биография
Керем Озеген родился 26 сентября в 1977 году в Стамбуле. Имя его матери — Айла Озеген (он посвятил ей альбом группы Mor ve Ötesi — Büyük Düşler 2006 года), его отца зовут Атилла Озеген.
Керем изучал международные отношения в Girne American University.

## Творческая деятельность
В период 1993—1996 годах Керем состоял в группе Spark («Искра»), которую он основал с друзьями ещё, когда учился в средней школе. Там он был гитаристом и вокалистом. Сильное влияние на группу оказали такие коллективы как Nirvana, Sex Pistols, Soundgarden и Rage Against the Machine. Но тем не менее, члены группы сами писала музыку и тексты. Со Spark Керем дал несколько концертов и записал несколько демо.
Вскоре он перешёл в другую группу — Siddhartha. Коллектив выступал в стиле психоделического рока. В 1996 году они получили второй приз на музыкальном конкурсе Roxy Muzik Gunleri. Участвовал в записи первого альбома группы, вышедшего в 1998 году.
В 1996 году Керем продолжил свою музыкальную карьеру с джаз-рок-группой Crusiana. В этом группе он пел и играл на бас-гитаре. С Crusiana он участвовал в финале Tuborg Rock Festivali в 1996 году. На этом соревновании он познакомился с участниками другой группы-финалиста, Керемом Кабадайи и Харуном Текином. В 1998 году Керем покинул Crusiana.
Большую часть 1998 года он пел и играл на гитаре в Стамбуле в барах Ust ve Alt Kemancı с рок-н-ролльной группой Taski, которые играли музыку The Beatles, Jimi Hendrix и Rolling Stones. К концу того же года он присоединился к группе Mor ve Otesi, играющей в стиле альтернативный рок, заменив гитариста и вокалиста Дерина Эсмера. В составе этого коллектива Керем находится и сейчас. В группе является ведущим гитаристом и бэк-вокалистом.